# جيمس كارين
جيمس كارين (بالإنجليزية: James Karen)‏ هو ممثل أمريكي، ولد في 28 نوفمبر 1923 بويلكس بار في الولايات المتحدة، وتوفي في 23 أكتوبر 2018 بلوس أنجلوس في الولايات المتحدة.

## أعمال

### أفلام
- (1976) كل رجال الرئيس[5]
- (1982) أرواح شريرة[6]
- (1987) وول ستريت[7]
- (1996) شخصي وعن قرب[8]
- (2001) طريق مولهولاند[9][10]
- (2006) السعي للسعادة[11]
- (2006) عودة سوبرمان[12][13][14]

### مسلسلات
- بيفرلي هيلز 90210
- جاغ
- جوال تكساس ووكر
- دالاس
- ديناستي
- ذا والتونز

## وصلات خارجية
- جيمس كارين على موقع IMDb (الإنجليزية)
- جيمس كارين على موقع روتن توميتوز (الإنجليزية)
- جيمس كارين على موقع ألو سيني (الفرنسية)
- جيمس كارين على موقع أول موفي (الإنجليزية)
- جيمس كارين على موقع قاعدة بيانات برودواي على الإنترنت (الإنجليزية)
- جيمس كارين على موقع قاعدة بيانات الأفلام السويدية (السويدية)
- جيمس كارين على موقع إن إن دي بي (الإنجليزية)
- جيمس كارين على موقع قاعدة بيانات الفيلم (الإنجليزية)
- جيمس كارين على موقع كينوبويسك (الروسية)